# Theridion liaoyuanense
Theridion liaoyuanense là một loài nhện trong họ Theridiidae.
Loài này thuộc chi Theridion. Theridion liaoyuanense được miêu tả năm 1982 bởi Zhu & Yu.